# Нагой, Афанасий Александрович
Афанасий Александрович Нагой (? — 1610) — двоюродный дядя жены Ивана Грозного, царицы Марии Фёдоровны Нагой, московский дворянин, воевода, думный дворянин (1574), боярин (1605), окольничий (1606).
Младший сын из четырёх сыновей боярина Александра Михайловича Нагово.

## Биография
Афанасий Александрович Нагой впервые упомянут в «Тысячной книге», как дворовый сын боярский 3-й статьи, помещик Переяславского уезда (1550). Посылался на южную границу с золотыми для бояр, отличившимися в Молодинской битве с татарами Девлет-Гирея (1572). Участник царского похода в Лифляндию (1577). Упомянут в чине свадьбы царя Ивана Грозного и племянницы Марии Фёдоровны Нагой (1581). После смерти царя и отправки царицы в Углич, служил воеводой в Новосиле, куда его отправили в «почётную» ссылку (1584—1586). Впоследствии, 2-й воевода при стоянии на реке Угра (1600), воеводствовал в Уфе (1603—1604). Боярство получил из рук Лжедмитрия I (1605), после убийства которого (май 1606) присягнул царю Василию Шуйскому, который перевёл его из бояр в окольничие (1606).
Умер бездетным (1610).